# 이극증 묘역 내 석물
이극증 묘역 내 석물은 경기도 광주시 초월읍에 있다. 2011년 7월 26일 광주시의 향토문화유산 제4호로 지정되었다.

## 개요
조선대 학자인 이극증의 묘표, 상석, 장명등, 문인석이 문화재로 지정되어 있다.